# Carlos Martínez Baena
Carlos Martínez Baena (Madrid, 7 de mayo de 1889-Ciudad de México, 29 de mayo de 1971) fue un actor español-mexicano con una intensa actividad dentro de la Época de Oro del cine mexicano, casi siempre como actor secundario o de reparto.

## Semblanza biográfica

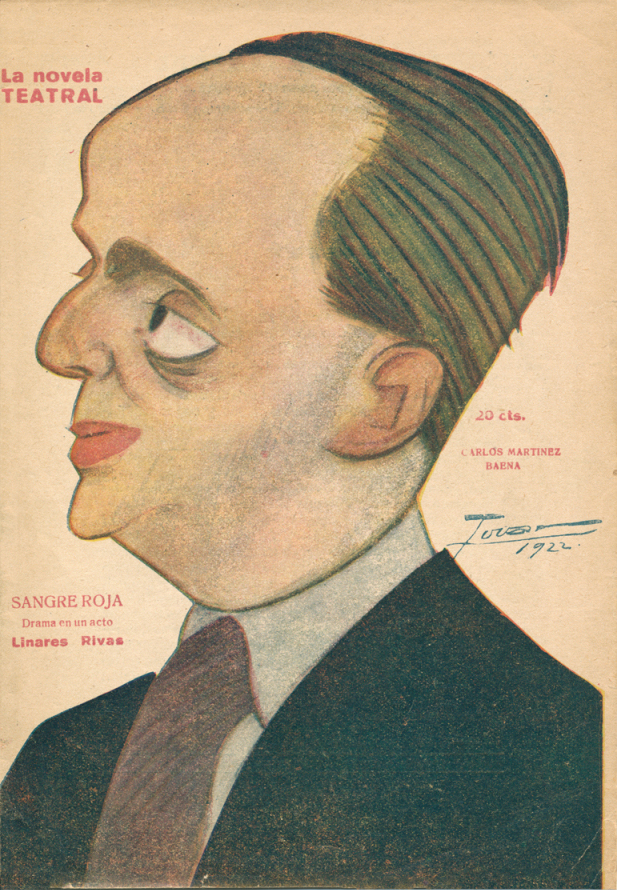
Caricaturizado por Tovar en una portada de La Novela Teatral (1922)

Fue un actor de carácter, que nació en España. A temprana edad se trasladó con su familia a México, donde se convirtió en un periodista. En 1920 decidió convertirse en actor mientras vivía en Argentina, y poco después se trasladó a España, donde trabajó como actor de teatro. Con el tiempo aparece en las películas de Argentina, España y los Estados Unidos y en el cine español hecho a principios y mediados de la década de 1930. En 1940 regresó a México, escapando de la dictadura de Francisco Franco. Al año siguiente comenzó a aparecer en películas mexicanas en obras de carácter, interpretaba frecuentemente con la amabilidad de ancianos, maestros y sacerdotes, y apareció en muchas partes de actor de reparto. Él también estaba muy involucrado en el sindicato de actores mexicanos, durante su carrera también escribió y adaptó guiones para películas, además de escribir poesía. En 1970 completó su última película en la edad de ochenta años, también con una parte de actor de carácter.

## Filmografía destacada
Entre sus títulos más conocidos se encuentran: Las luces de Buenos Aires de 1931, ¡Ay, qué tiempos señor don Simón! de 1941, La mujer sin alma de 1944, Un corazón burlado de 1945, La diosa arrodillada de 1947, La bien pagada de 1948, El supersabio de 1948, Lola Casanova, de 1949, Mujeres en mi vida de 1950, Otra primavera de 1950, El portero de 1950, El siete machos de 1951, Mamá nos quita los novios de 1952, Prefiero a tu papá..! de 1952, Secretaria particular de 1952, El de 1953, Sí, mi vida en 1953, El lunar de la familia en 1953, El río y la muerte, en 1954, Camelia en 1954, La entrega de 1954, Un minuto de bondad en 1954, Pecado mortal de 1955, Ensayo de un crimen de 1955, Cupido pierde a Paquita en 1955, La sombra vengadora en 1956, Hay ángeles con espuelas en 1957, La mujer que no tuvo infancia en 1957, A media luz los tres en 1958, Mi niño, mi caballo y yo en 1959, El analfabeto en 1961, La muñeca perversa en 1969 y Angelitos negros en 1970, entre muchas otras.